# Četrtna skupnost Vič
Četrtna skupnost Vič je ožja enota Mestne občine Ljubljana, ki zajema ljubljanske jugozahodne predmestne četrti okoli Viča (katerege severni oz. severozahodni del leži v Četrtni skupnosti Rožnik) od četrti Mirje južno od Aškerčeve, zahodno od Barjanske ceste in severno od Malega grabna, po katerem teče meja vse do  nekdanje Tobačne tovarne vzdolž Tržaške ceste proti jugozahodu, južno od železniške proge Ljubljana-Trst: nakupovalno središče in industrijska/obrtna cona Vič-Mestni log, Bonifacija, Dolgi most, nekdanje odlagališče smeti, zdaj Regijski center za ravnanje z odpadki z deponijo, Zgornji log, Gmajnice, vendar zahodno od Malega grabna v okolici ljubljanskega jugozahodnega trikotnega križiča avtocest tudi severno od nje: Kosovo polje, Majland, Kozarje in Žeje. V jugozahodnem delu se Četrtna skupnost Vič razširi proti severu in še bolj proti jugu na Ljubljansko Barje (vse do Ljubljanice), meji pa na občine Brezovica, Dobrova-Polhov Gradec in poleg Rožnika še na ČS Center, Trnovo in Rudnik. Na ozemlju ČS Vič je Gimnazija Vič, več pretežno tehniških fakultet in raiskovalnih inštitutov, med katerimi je najbolj znan  slovenski znanstveni inštitut, Institut Jožef Stefan. 
Meri 1438 ha in ima 13.995 prebivalcev (2020).